# Decongestivum
Een decongestivum is in de geneeskunde en de farmacologie een middel dat gezwollen slijmvliezen doet slinken. Xylometazoline is daar een voorbeeld van. Decongestiva kunnen voorkomen in de vorm van neusdruppels of een neusspray. Verder zijn er ook vrij verkrijgbare orale formulaties van decongestiva, waaronder pseudo-efedrine in tabletvorm, maar hun gebruik wordt afgeraden door het Belgisch Centrum voor Farmacotherapeutische Informatie omdat de risico-batenverhouding van systemische vasoconstrictoren ongunstig is. 
Een decongestivum werkt vaatvernauwend en veroorzaakt daardoor vermindering van de doorbloeding van het slijmvlies. De meest gebruikte decongestiva vallen onder de α2-adrenerge agonisten. Op alle bloedvaten in het lichaam bevinden zich α-receptoren. Wanneer deze receptoren gestimuleerd worden, vernauwt het bloedvat zich met een slinking van het slijmvlies als gevolg.
Decongestiva worden veel gebruikt om de symptomen van verkoudheid te verlichten, maar kunnen de verkoudheid niet genezen. Toepassing van een decongestivum dient altijd beperkt te worden tot maximaal 1 week, vanwege gewenning. Bij het stoppen van het gebruik van decongestiva treedt een rebound-effect op indien het langer wordt gebruikt dan circa 1 week: de klachten worden gedurende korte tijd eerst erger en nemen daarna pas af.
Dit wordt veroorzaakt door gewenning van de bloedvaten in de neus aan de toegediende stof. De vaten passen zich aan en bieden weerstand tegen de effecten van het geneesmiddel. Wanneer toediening van de stof gestaakt wordt, moeten de bloedvaten wennen aan de afwezigheid van het decongestivum en zullen een paar dagen weer opzwellen.
Ook kan langdurig gebruik ervan leiden tot onherstelbare schade aan de trilharen in de neus (cilia). Deze schade wordt veelal veroorzaakt door het conserveermiddel in de neusdruppel of neusspray.